# Гольдмахер, Израиль Абрамович
Израиль Абрамович Гольдмахер (1886, Житомир — ?) — советский хозяйственный, государственный и политический деятель.

## Биография
Родился в 1886 году в Житомире в бедной еврейской семье, отец был меламедом. С одиннадцати лет (1897) работал на мебельной фабрике.
В 1908 году был призван в армию. После демобилизации — работник Житомирской гнуто-мебельной фабрики, организатор фабричной забастовки. Служил в Русской армии во время Первой мировой войны (1914—1917), затем работал на фабрике. Участник Гражданской войны (1919—1920), затем работник ряда предприятий, организатор рабочей артели имени Димитрова в Житомире. Член ВКП(б) с 1932 года. Был направлен в Биробиджан (1930) — председатель Еврейской областной кассы промышленного страхования, председатель Биробиджанского городского Совета депутатов трудящихся с октября 1938-го по октябрь 1939 года.
Избирался депутатом Совета национальностей Верховного Совета СССР 1-го созыва от Еврейской автономной области.
Сын — Абрам (Борис) Израилевич Гольдмахер, сотрудник редакции газеты «Биробиджанер штерн» на идише, участник Великой Отечественной войны (в том числе штурма Рейхстага); был  начальником биробиджанского отделения метрологии (палаты мер и весов, 1947—1969).Дочь- Гольдмахер Хана Израилевна ( инвалид с детства)